# 曾慶鴻
曾慶鴻（英文：Tsang Hing Hung，1985年8月3日—），綽號腸仔包、火炬，香港警長，曾駐守於反恐特勤隊，兼任香港男子七人欖球代表隊隊員﹝主要擔任中鋒勾的位置﹞及警察欖球會會長。於2008年夏季奧林匹克運動會香港區火炬接力以警員及運動員身份，成為火炬手之一。

## 欖球生涯
當年香港欖球總會到曾慶鴻就讀的西貢崇真天主教中學推廣欖球，從此他展開了欖球生涯。在校際比賽中，獲得欖香港球總會垂青，邀請曾慶鴻加入香港青年欖球隊。自此，16歲的曾慶鴻開始代表香港出外比賽，於17歲加入欖球訓練學院；19歲成為了香港隊的重要一員。後來加盟第一猛虎欖球會，參加第一組賽事。於不久後，正式成為七人及十五人欖球香港隊員。
由中一至今，曾慶鴻於欖球的表現出色，使他與香港隊友一起獲得國際奧林匹克委員會及香港欖球總會提名，獲頒2011年行政長官社區服務獎狀。曾慶鴻和隊友在2009年東亞運動會七人欖球比賽得到銀牌，也在2010年亞洲運動會橄欖球比賽為香港創造「零的突破」，為香港首次取得球類運動的獎牌，在香港七人欖球賽亦獲得銀盾獎。
2014年9月，曾慶鴻因為肩部受傷而無法代表香港參加在韓國仁川舉行的亞洲運動會七人制橄欖球比賽。

## 警察生涯
由於當時的香港欖球總會主席是退休警務人員，期間曾經安排曾慶鴻協助警察欖球會比賽，讓他有機會接觸警察隊，也從警察隊友身上體會到警務人員的正面形象。因此曾慶鴻於欖球訓練學院畢業後就毅然投考加入警隊。
曾慶鴻於香港警察學院畢業後，先後駐守軍裝巡邏小隊及警察機動部隊等部門。2011年11月，《警聲》透露曾慶鴻正在反恐特勤隊接受訓練。
2011年-2022年駐守反恐特勤隊，期間擔任發展及訓練組教官，負責內部訓練工作。
2022年，晉升為警長，駐守觀塘警署。
2023年，加入警察機動部隊接受訓練，奪得大隊最佳警長榮譽。

## 榮譽
- 香港政府嘉獎

行政長官社區服務獎狀（2011年）
- 警察機動部隊大隊最佳警長（2023年）